# آیکی سگی
آیکی سگی (انگلیسی: Aiki Segi؛ زادهٔ ۲۲ ژانویهٔ ۱۹۹۱) بازیکن فوتبال اهل ژاپن است.